# Ophiothrix dirrhabdota
Ophiothrix dirrhabdota is een slangster uit de familie Ophiotrichidae.
De wetenschappelijke naam van de soort werd in 1918 gepubliceerd door Hubert Lyman Clark.